# Ernst Dudel
Ernest Dudel (14 de setembre de 1892–23 de desembre de 1977) va ser un polític i militar alemany.

## Biografia
Nascut a Freiberg (Saxònia) el 14 de setembre de 1892, va ser membre del Partit Comunista d'Alemanya (KPD) i del Roter Frontkämpferbund (RFB).
El 1936 va fugir de l'Alemanya nazi, travessant la frontera de Txecoslovàquia al costat d'altres comunistes alemanys. Després de l'esclat de la Guerra civil a Espanya es va traslladar a aquest país, on s'integraria com a combatent de les Brigades Internacionals. Va arribar a lluitar amb la XI Brigada Internacional, en la qual hi havia molts comunistes alemanys exiliats. Va prendre part en la batalla del Jarama, al febrer de 1937, on va tenir una destacada actuació al capdavant d'una companyia. Per a 1938 es troba manant un dels batallons de la 86a Brigada (Internacional), operant al front de Còrdova. Posteriorment també assumiria el comandament de la 86a Brigada.
Al febrer de 1939, al final de la guerra, va haver de marxar a França al costat de les restes de l'Exèrcit republicà i va ser internat al camp de Gurs. Més endavant arribaria a formar part de la resistència francesa, lluitant contra l'ocupació nazi a França. Va morir el 23 de desembre de 1977.